# (3630) Lubomír
(3630) Lubomír es un asteroide perteneciente al cinturón de asteroides, descubierto el 28 de agosto de 1984 por Antonín Mrkos   desde el Observatorio Kleť, České Budějovice, República Checa.

## Designación y nombre
Designado provisionalmente como 1984 QN. Fue nombrado Lubomír en homenaje al nombre masculino muy utilizado en la región eslava de Bohemia.